# MontanaBlack
MontanaBlack (* 2. März 1988 in Buxtehude; bürgerlich Marcel Thomas Andreas Eris; kurz auch Monte) ist ein deutsch-türkischer Webvideoproduzent und Livestreamer, der sich in seinen Auftritten hauptsächlich mit Videospielen, wie z. B. Call of Duty, FIFA und Fortnite beschäftigt. Seine Videos veröffentlicht er mehrmals pro Woche auf YouTube und überträgt über das Live-Streaming-Videoportal Twitch seine Livestreams. Seit 2018 ist er der populärste deutschsprachige Gaming-Livestreamer auf Twitch.

## Leben
Eris wurde als Sohn einer türkischstämmigen Mutter und eines deutschen Vaters in Buxtehude geboren. Kurz nach seiner Geburt trennten sich seine Eltern. Er besitzt neben der deutschen auch die türkische Staatsbürgerschaft.
Nachdem seine Mutter in ein Dorf gezogen war, blieb Eris bei den Großeltern in Buxtehude und absolvierte nach der Schule eine Berufsausbildung zum Einzelhandelskaufmann. In zahlreichen Videos (z. B.: „Reallife Story“) lässt er auf seinem YouTube-Kanal seine Zuschauer an seinem früheren Leben teilhaben. Eris konsumierte mehrere Jahre lang Marihuana und war von Alkohol und Kokain abhängig, bekämpfte aber vor einiger Zeit erfolgreich seine Sucht und thematisiert auf seiner YouTube-Präsenz die Gefahren des Drogenkonsums. Seine Biografie wurde unter dem Titel MontanaBlack im März 2019 veröffentlicht; das Buch trägt den Untertitel „Vom Junkie zum YouTuber“. Das Buch lag mehrere Wochen auf Platz eins der Bestseller-Listen in der Kategorie Sachbuch. Knapp zwei Jahre später erschien die Fortsetzung seiner Biografie MontanaBlack II: Vom YouTuber zum Millionär.

## Medialer Auftritt
Seit 2013 betreibt Eris seinen zweiten YouTube-Kanal. Neben Gaming-Videos beschäftigt sich MontanaBlack in Serien wie Realtalk auch mit alltäglichen Dingen des Lebens. Der Zweitkanal SpontanaBlack thematisiert vor allem die FIFA-Spieleserie sowie Mario Kart und Fortnite. Allerdings hält sich Eris hier die Auswahl des Inhalts weitgehend frei. Bei Fantreffen in Hamburg und Gütersloh kamen nach Angaben der Veranstalter über 1.000 Fans.  In einem Stream Anfang 2021 gab Eris an, er habe im Jahr 2019, welches laut eigenen Angaben sein erfolgreichstes Jahr war, insgesamt einen Bruttoumsatz von über drei Millionen Euro gemacht. Auch 2020 gehörte er wieder zu den erfolgreichsten Twitch-Streamern Deutschlands.
Im Juli 2023 brachte Eris seinen eigenen Energy-Drink namens „Gönrgy“ auf den Markt.

## Kontroversen
Eris’ Twitch-Konto wurde im Dezember 2018 für 30 Tage gesperrt, nachdem er sich zweimal rassistisch geäußert hatte („Schlitzauge“, „Ich hasse Regen. Dreht das Wort um“, womit „Ich hasse Neger“ gemeint war). Laut eigener Aussage habe er nicht in rassistischer Absicht gehandelt. Nachdem der Streamer im Oktober 2019 während der Liveschaltung eines Kollegen Beleidigungen geäußert hatte, wurde Eris’ Twitch-Profil erneut für sieben Tage eingeschränkt. Auch, dass Eris einen Freund regelmäßig „den Juden“ nennt und dass die Zahl 88 in Eris vollständigem Spielernamen, MontanaBlack88, in rechtsextremen Kreisen für „Heil Hitler“ steht, wurde kritisiert. Er selbst betont, dass es sich nur um sein Geburtsjahr handele. Im Spiegel schreibt Judith Horchert, dass „diese Entgleisungen zu seinem Erfolgskonzept gehören. Die ungewöhnliche Mischung aus unsäglichem Verhalten und gewinnendem Wesen macht ihn populär“.
Eris geriet schon mehrmals für nicht ausreichend gekennzeichnete Werbung für Online-Casinos in die öffentliche Kritik. Unter anderem in diesem Zusammenhang wurde im Januar 2019 eine Hausdurchsuchung in seiner Wohnung durchgeführt.
Ein Verfahren wegen illegalen Glücksspiels wurde gegen eine Zahlung eingestellt. Außerdem wurde er wegen Steuerhinterziehung zu einer Geldstrafe in Höhe von 40.000 € verurteilt.
Während eines Urlaubs auf Malta im September 2020 fertigte er auf dem Balkon seines Hotelzimmers in einem Livestream heimlich Fotos von einer Hotelbesucherin an. In einem weiteren Livestream betrieb er während eines Spaziergangs Catcalling. Infolgedessen wurde er für 33 Tage auf Twitch gesperrt.
Im Januar 2022 veröffentlichte Eris auf Twitter ein Gewinnspiel um eine digitale Kryptowährung. Im Bildhintergrund war ein NFT-Objekt mit Hakenkreuz-Manschette um den Arm zu sehen. Nach öffentlicher Kritik löschten Eris und der Betreiber des Gewinnspiels den Tweet.
Ende Oktober 2022 veranstaltete Eris einen IRL-Stream im Wildpark Schwarze Berge nahe Hamburg. Eine Mutter, die mit ihrem Kind rund 30 Sekunden lang im Bild zu sehen war, erwirkte daraufhin wegen der Verletzung ihrer Persönlichkeitsrechte eine einstweilige Verfügung. Das Landgericht Hamburg verfügte, dass MontanaBlack die Aufnahme verpixeln muss.

## Bibliografie
Biografie
- Marcel Eris, Dennis Sand: MontanaBlack: Vom Junkie zum YouTuber. riva Verlag, München 2019, ISBN 978-3-7423-0959-4 (272 S.).
- Marcel Eris, Dennis Sand: MontanaBlack II: Vom YouTuber zum Millionär. riva Verlag, München 2021, ISBN 978-3-96775-019-5 (256 S.).

## Sonstiges
Seit Anfang 2024 nimmt MontanaBlack zusammen mit Sascha Hellinger als Teammanager der Gönrgy Allstars an der Baller League teil. Dabei belegten sie in der ersten Season den elften Platz. In der zweiten und in der dritten Season unterlag die Mannschaft jeweils im Finale des Final-Four-Turniers und erreichte damit beide Male den zweiten Platz.